# Ала-Бука
Ала-Бука — село, що є адміністративним центром Ала-Букського району, Джалал-Абадської області, Киргизстан.  Населений пункт знаходиться південно-західніше на 25 км від міста Кербен на головному шосе.  На північному заході розташовано озеро, або резервуар.
| Киргизстан | Це незавершена стаття з географії Киргизстану. Ви можете допомогти проєкту, виправивши або дописавши її. |